# André Auderset
André Auderset (* 20. September 1959) ist ein Schweizer Jurist, Journalist und Politiker (LDP).

## Leben
Auderset ist Geschäftsführer der Schweizerischen Vereinigung für Schifffahrt und Hafenwirtschaft. Freiberuflich arbeitet er als Sportreporter bei Schweizer Radio und Fernsehen (SRF). 
Seit 2010 ist er Mitglied im Grossen Rat des Kantons Basel-Stadt und dort Präsident der Wahlvorbereitungskommission und Mitglied der Geschäftsprüfungskommission. Er wurde kritisiert dafür, dass er Randständige vom Basler Claraplatz fernhalten wollte. Auderset ist zudem Basler Fasnächtler und betreibt den Onlinedienst fasnacht.ch.
Auderset ist Präsident der IG Kleinbasel und Mitglied der Zunft zu Schiffleuten.